# Paolo Fregoso
Paolo Fregoso (ur. 1428 w Genui, zm. 22 marca 1498 w Rzymie) – włoski duchowny, kardynał i polityk. Pochodził z jednego z dwóch głównych rodów Republiki Genui. Jego ojciec Battista I Fregoso był dożą Republiki.

## Życiorys
Miał burzliwą młodość, ale ostatecznie wybrał stan duchowny. W 1453 na życzenie jego brata Luigi Fregoso (wówczas doży Rep. Genui) został mianowany arcybiskupem Genui i sprawował ten urząd aż do śmierci (z krótką przerwą 1495-96). Był bardziej politykiem i żołnierzem niż duchownym. W lipcu 1461 stał na czele wojsk, które zadały klęskę Francuzom i wygnały ich z Genui. Od 14 maja do 31 maja 1462 oraz od stycznia 1463 do kwietnia 1464 za zgodą papieża Piusa II osobiście sprawował urząd doży Republiki Genui, za każdym razem był jednak zmuszany do rezygnacji, gdyż jego brutalne rządy budziły sprzeciw. W latach 1464–77 był właścicielem i dowódcą prywatnej floty wojennej.
Papież Sykstus IV w 1480 roku mianował go kardynałem prezbiterem S. Anastasiae, licząc na wsparcie Genui w planowanej krucjacie przeciw Turkom. Rok później kardynał Fregoso został mianowany admirałem św. Kościoła Rzymskiego i wyruszył z wystawioną przez siebie flotą 21 okrętów na pomoc flocie neapolitańskiej oblegającej Turków w Otranto, jednak jeszcze tego samego roku poróżnił się z Sysktusem IV i powrócił ze swoją flotą do Genui. W 1482 został biskupem-komendatariuszem Ajaccio. W listopadzie 1483 ponownie został dożą Genui. Jego brutalne rządy wywołały bunt mieszkańców miasta i w 1488 musiał uchodzić do Rzymu, gdzie osiadł koło bazyliki SS. XII Apostoli (Genua przeszła wówczas pod kontrolę ks. Mediolanu). Papież Innocenty VIII w 1489 przydzielił mu nowy kościół tytularny San Sisto. Uczestniczył w konklawe 1492. Za pontyfikatu Aleksandra VI był legatem w Kampanii (1492) i Ligurii (1495-96) oraz administratorem diecezji Accia na Korsyce (1493-94). Towarzyszył królowi Francji Karolowi VIII w Neapolu w 1495 i jego późniejszej podróży do Rzymu. Zmarł w wieku 70 lat w Rzymie i został pochowany w bazylice SS. XII Apostoli.